# Divinità della creazione
Una divinità della creazione o "dio creatore" è una divinità responsabile in particolar modo dell'opera di Creazione del mondo intero (il Creato). Nell'ambito del monoteismo il singolo Dio è di solito anche il creatore; mentre in un certo numero di tradizioni correlate al monolatrismo si trovano a separare un creatore secondario da quell'Essere trascendente identificato come il creatore primario.

## Politeismo
All'interno del concetto di creazione appartenente al paganesimo e al politeismo il mondo viene spesso all'esistenza in una maniera completamente organica, proprio come fosse esso stesso un essere vivente, per esempio spuntando da un seme originario di tutte le cose o da un uovo cosmico, come accade nel mito cosmogonico dell'Orfismo, oppure sessualmente o a partire da una serie di nascite miracolose (a volte attraverso la partenogenesi); ma può anche originare da una ierogamia o in un modo violento tramite l'uccisione di un mostro primordiale rappresentante del Chaos, od infine artificialmente per opera di un artigiano o Demiurgo divino.
A volte viene coinvolta una figura divina, consapevolmente o meno, nel portare a termine la creazione. Gli esempi possono includere:
- Contesti africani:
  - Bumba o "Mbombo" della mitologia Bushongo-Bakuba, che letteralmente vomitò il mondo a seguito di un forte mal di stomaco che sentì.
  - Unkulunkulu nella mitologia degli Zulu.
- Religione egizia
  - Atum nell'Enneade, il cui sperma diventa uno dei componenti primordiali dell'universo.
  - Ptah nella versione menfita, crea l'universo intero a partire dalla Parola.
- Contesti americani:
  - Nanabozho (Il "Grande Coniglio"), divinità Ojibway dei nativi americani, un mutaforma e un co-creatore del mondo[2][3].
  - Coatlicue nella mitologia azteca.
  - Viracocha nella mitologia inca.
  - Una divinità trickster, sotto forma di un corvo, nella mitologia inuit.
- Contesti asiatici:
  - El o Elohim della religione cananea
  - Esege Malan nella mitologia mongola, re dei cieli.
  - Kamuy nel mito di creazione appartenente alla tradizione del popolo Ainu, che ha costruito il mondo sul retro di una trota.
  - Izanagi e Izanami nella mitologia giapponese, che ha sbattuto/frullato l'oceano con una lancia, creando le isole del Giappone.
  - Marduk, uccidendo Tiāmat nell'Enūma eliš della mitologia babilonese.
  - Vishvakarman nella mitologia vedica, responsabile della creazione dell'universo (mentre nel seguente periodo dei Purāṇa è la Trimurti rappresentata da Brahmā-Visnù-Shiva i quali lavorano rispettivamente per la creazione, il mantenimento e la distruzione della Realtà universale). La Nāsadīya sūkta del Ṛgveda è agnostico circa l'esistenza di una divinità caratterizzata da onniscienza, ma si riferisce alla nascita dell'universo a partire da un seme primordiale detto "retah".
- Contesti europei:
  - I figli di Borr (Odino, Víli e Vé) uccidono il primordiale gigante Ymir nella mitologia norrena.
  - Rod (mitologia) nella mitologia slava.
  - Ipmil o Radien-Attje (Padre Radien) nella mitologia sami.
  - Caos nella mitologia greca
  - Chronos nell'Orfismo
- Contesti oceanici:
  - Ranginui, il Padre celeste, e Papatuanuku, la Madre Terra nella mitologia maori.

## Demiurgo platonico
Il filosofo greco Platone, nel suo dialogo intitolato Timeo, descrive un mito della creazione che coinvolge un essere chiamato con l'appellativo di demiurgo (δημιουργός "artigiano"). Questo concetto è stato continuato nel neoplatonismo e in tutto lo gnosticismo. Nel neoplatonismo il demiurgo rappresenta la seconda causa o diade, dopo la Monade. Nel dualismo gnostico il demiurgo è uno spirito imperfetto e l'essere, eventualmente, prefigurante il male, trasceso dalla divina pienezza (Pleroma). A differenza di Dio com'è comunemente inteso, il demiurgo di Platone non è in grado di creare ex nihilo-dal nulla.

## Monotralismo
Le tradizioni inerenti alla concezione monotralistica avrebbero separano un creatore secondario da quello primario trascendente dell'essere, identificato come il creatore primario. Secondo il movimento spirituale dei Gaudiya Vaishnava Brahmā è il creatore secondario e non il supremo, mentre è Visnù a venire identificato come il creatore primario. Secondo questa convinzione Vishnu crea il guscio universale di base e fornisce a seguire tutte le materie prime inserendo anche tutte le entità che vivono all'interno del mondo materiale, con la loro personale volontà indipendente. Brahma lavora con i materiali forniti da Vishnu per creare in realtà ciò che si credono essere i pianeti nella terminologia Puranica, e sovrintende alla loro popolazione.

## Monismo
Il Monismo ha la sua origine nella filosofia ellenistica come un concetto che vuol significare la totalità di tutte le cose derivanti da una singola sostanza o essere.

## Buddhismo
Il Signore Buddha ha respinto l'esistenza di una divinità creatrice, negando molti dei punti di vista tradizionali avallati sulla creazione e ha dichiarato che le domande sull'origine del mondo non sono in ultima analisi utili per porre fine alla sofferenza, ma ha invero affermato, secondo il Sutra del Loto, che prima del raggiungimento del Samādhi tutta la materia universale è regolate dalla "Legge mistica".

## Induismo
L'induismo è un sistema di pensiero diversificato, con credenze che abbracciano monoteismo, politeismo, panenteismo, panteismo, pandeismo, monismo e ateismo tra gli altri, e il suo concetto di divinità creatrice è complesso e dipende da ogni individuo e dalla tradizione e filosofia seguite. L'induismo è talvolta indicato come enoteistico (cioè, implica la devozione a un singolo dio mentre si accetta l'esistenza di altri).
Nei più antichi testi induisti, i Veda, la divinità creatrice risponde in genere al nome di Prajapati. I testi post-vedici offrono molteplici teorie della creazione, molte delle quali coinvolgono il dio Brahma, anche se alcune importanti correnti dell'induismo, come il visnuismo, lo scivaismo e lo shaktismo indicano divinità diverse (rispettivamente Visnù, Shiva e Shakti). In alcuni casi inoltre, un dio o una dea diversa è il creatore secondario all'inizio di ogni ciclo cosmico (kalpa).

## Monoteismo
Lo Zoroastrismo, l'Ebraismo, il Cristianesimo, l'Islam, il Sikhismo e l'Atonismo insegnano che la creazione dell'universo è stata originata tramite l'azione diretta dell'unico Dio.

### Atonismo
Iniziato dal faraone Akhenaton e dalla regina Nefertiti intorno al 1330 a.C., durante il periodo del Nuovo Regno dell'antica storia egiziana. Hanno fatto costruito una nuova capitale chiamata "Akhetaten" (l'odierna Amarna) per se stessi, cominciando ad adorare il 'Sole Dio Creatore' o Aton (disco solare) come proprio "Padre"; questo affiancati dagli altri dei della religione egizia politeista. Aton, per un lungo periodo di tempo era stato venerato come un dio fra i molti dèi e dee presenti nell'antico Egitto. L'Atonismo è svanito dopo la morte del cosiddetto "faraone retico" e fu dimenticato dalla gente e dalla storia. Nonostante diversi punti di vista, l'Atonismo è considerato oggi da alcuni studiosi come una delle prime frontiere del monoteismo nella storia umana.

### Altri
Secondo i racconti popolari kazari Jasagnan è il creatore del mondo.